# Hohenbergia leopoldo-horstii
Hohenbergia leopoldo-horstii är en gräsväxtart som beskrevs av E.Gross, Rauh och Elton Martinez Carvalho Leme. Hohenbergia leopoldo-horstii ingår i släktet Hohenbergia och familjen Bromeliaceae. Inga underarter finns listade i Catalogue of Life.